# Château de Foucaud
Le château de Foucaud ou château d'Huteau, est un château d'époque classique établi sur la commune de Gaillac dans le Tarn (France). 
Acheté en 1903 par la ville de Gaillac, il abrite le musée des beaux-arts de la ville. Son parc, librement accessible au public, accueille nombre de manifestations de plein air. 
Le pavillon de lecture est classé au titre des monuments historiques par arrêté du 8 février 1935. Puis, par arrêté du 12 janvier 1945, c'est l'ensemble du parc et le château qui sont aussi classés.

## Historique

### Origine
Le château de Foucaud est construit au XVIIe siècle, à l'instigation de Jacques de Foucaud, qui associe à son projet son frère Arnaud à partir de 1658. Ce dernier devient d'ailleurs rapidement le seul propriétaire du domaine. En 1663, le château et la pavillon de lecture existent déjà, comme les terrasses et le grand bassin.
En 1722, l'édifice entre dans la famille d'Huteau par mariage, famille qui lui donne aussi son nom. Avant la Révolution française, le comte Jean-Louis d'Huteau agrandit largement le domaine. 
Au XIXe siècle, le 18 mai 1870, Valentine d'Huteau épouse Bernard de Puységur (fils du député Auguste de Puységur), et lui transmet le château. C'est ainsi qu'il reste quelque temps dans la famille de Chastenet de Puységur, jusqu'à ce que leur fils, Arnaud de Puységur, ne le vende à la mairie de Gaillac en 1903. D'âpres discussions durèrent dix ans pour aboutir à un prix de 120 000 francs.
À cette époque, le château est représenté dans différents tableaux par Jean-Louis Petit, toiles conservées au musée de Gaillac.

### Le musée des Beaux-arts
À l'origine inutilisé, le château souffre de cet abandon, et tandis qu'une partie des anciens communs deviennent des bains-douches, le reste est détruit en 1925. À l'instigation du maire Jean Calvet, le domaine est classé en 1935, et accueille un musée, tout d'abord nommé musée du Parc, puis musée des beaux-arts de Gaillac. 
Sous l'Occupation, il est déplacé dans le musée Philadelphe Thomas (d) , tandis que le château sert d'hôpital aux allemands. Il retrouve ensuite sa place à la Libération. Le château d'Huteau est ensuite entièrement restauré en 1995.

## Description

### Architecture
Le plan du château de Foucaud est largement inspiré de la célèbre villa d'Este. Le style classique s'adapte bien à la brique rouge locale.
S'élevant sur deux étages, ses façades se découpe en cinq travées, dont celles aux extrémités sont en légère saillie. Elles sont surmontées par un petit fronton semi-circulaire. Les côtés est et ouest sont quasiment symétriques, à quelques exceptions près. A l'est, l'accès se fait par un large escalier simple. A l'ouest, l'entrée donne sur un double-escalier, s'ouvrant sur des terrasses successives.

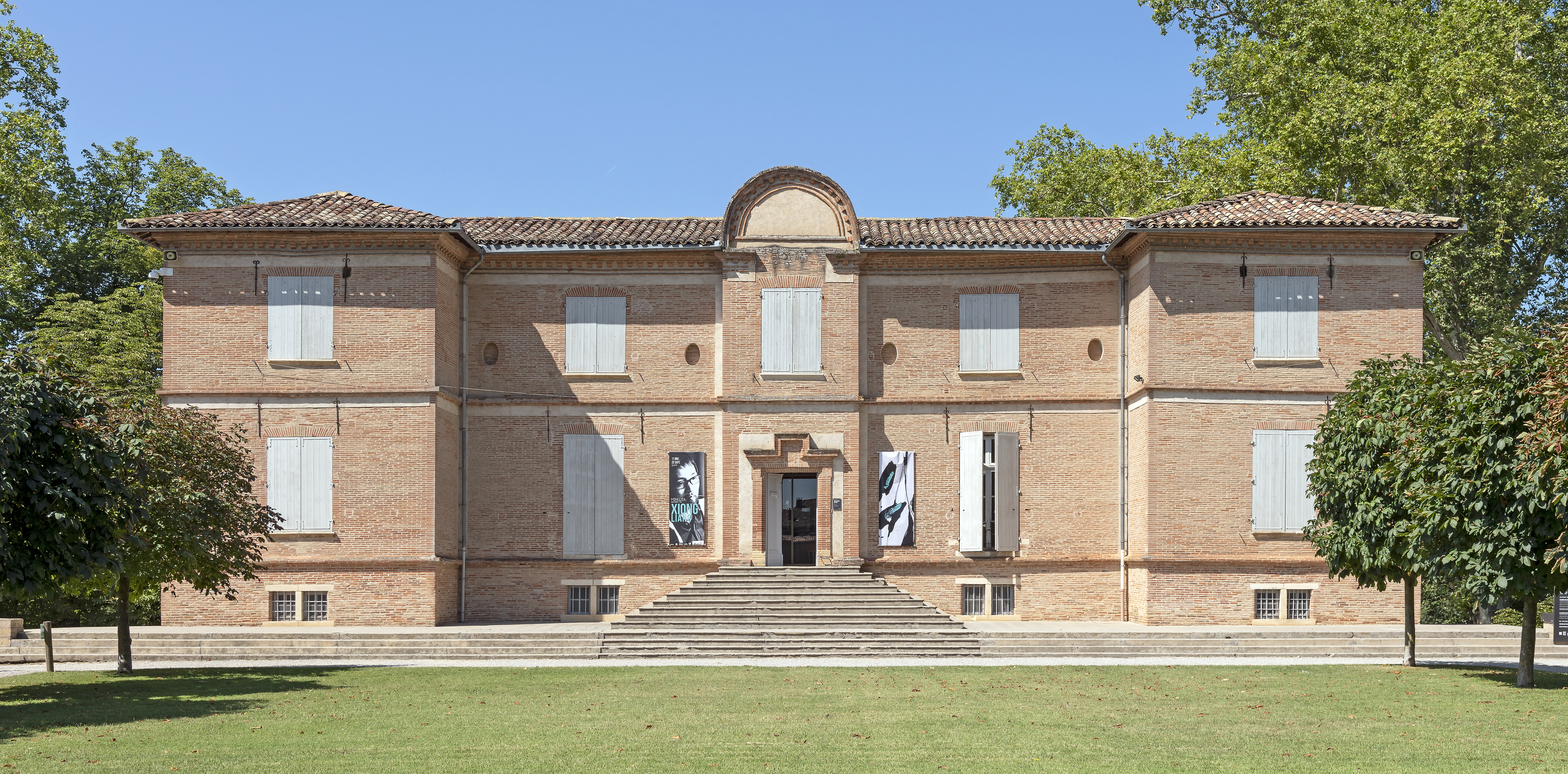
La façade est et l'entrée du Musée des Beaux-Arts
La façade ouest donnant sur les terrasses et le Tarn
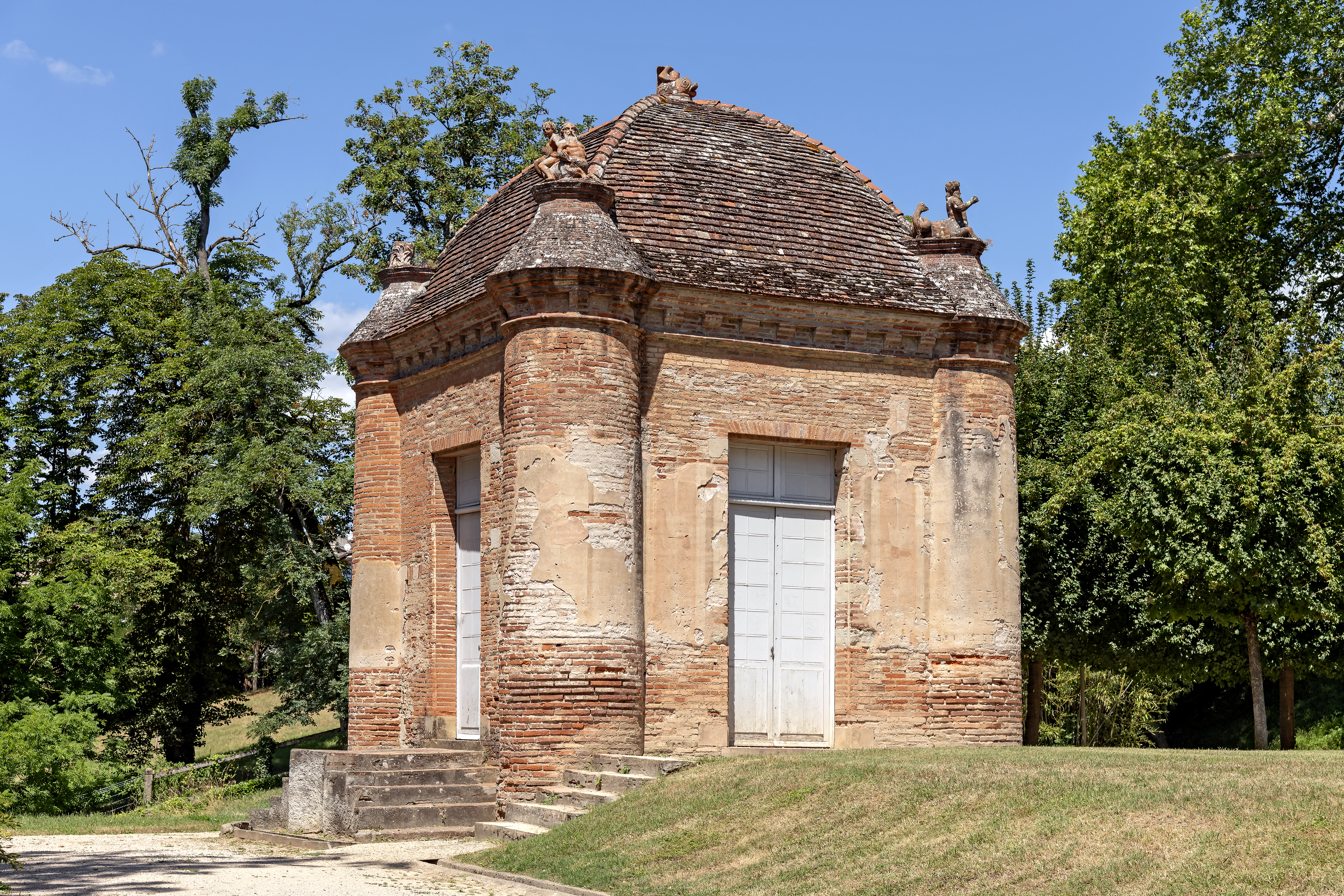
Le pavillon de lecture

### Le parc
Au nord du château, se situe une vaste surface plane, parcourue d'allées séparant des zones engazonnées dont certaines arborées. Au sud, entre l'édifice et les berges du Tarn, des terrasses agrémentées de bassins et d'escaliers ont été aménagées. Au bord de la rue Dom Vayssette, un bâtiment en hémicycle, les anciennes écuries du début du XIXe siècle, respecte le style classique par ses frontons de style palladien. Aujourd'hui inoccupées, elles sont servies un temps de bains-douches.
On trouve aussi un cabinet de lecture (classé), une orangerie du XVIIIe siècle de style néo-classique, et un théâtre de verdure. Plus récemment, le jardin a été agrandi à l'ouest et une roseraie a été créée. Le pavillon de lecture est en brique, flanqué de quatre tourelles à toitures bombées, surmontées de sculptures de divinités fluviales. Les bassins et fontaines sont alimentées par un ingénieux système hydraulique d'origine. Le parc abrite le monument au Baron Portal.

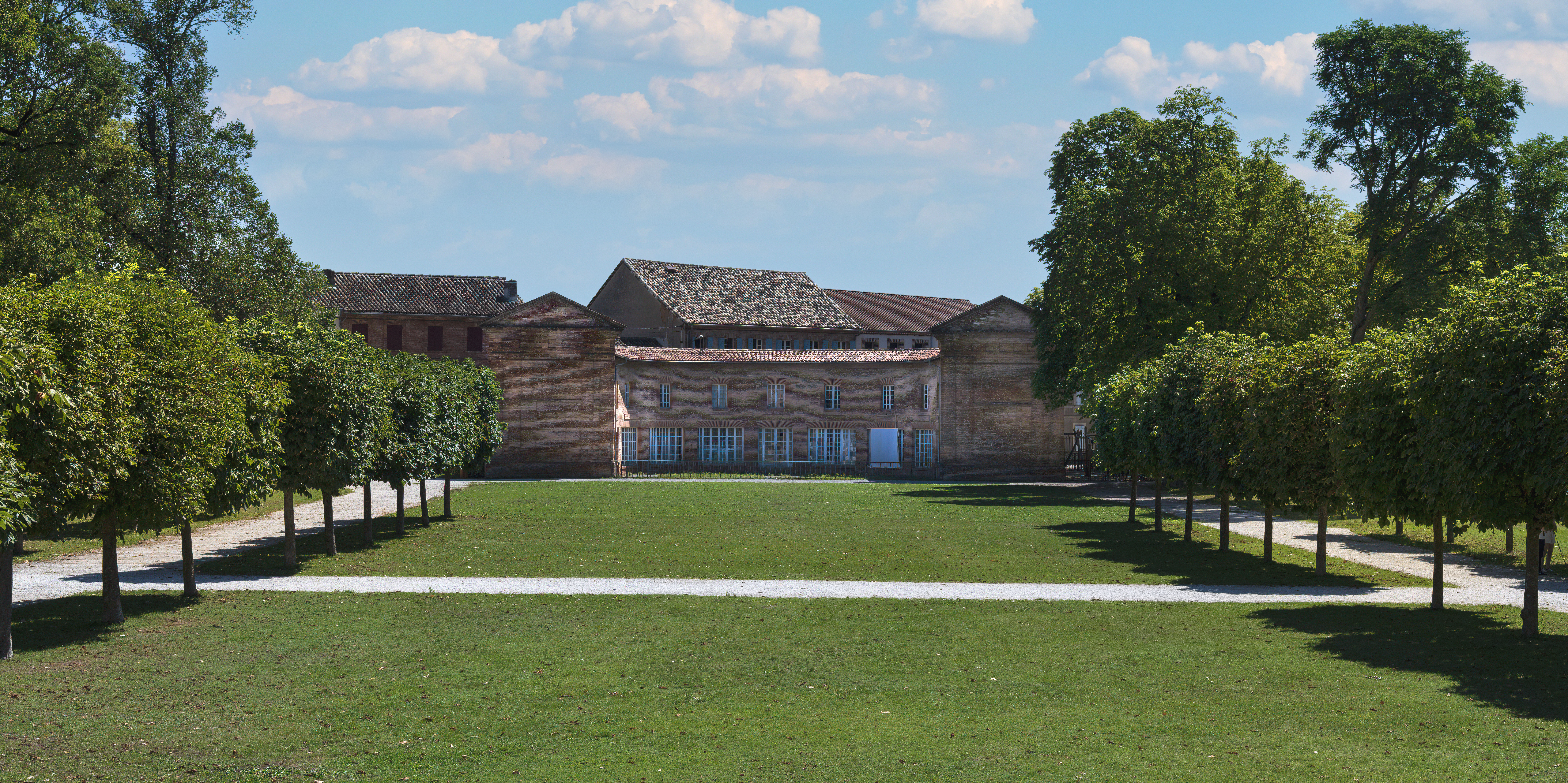
Les anciennes écuries vues du perron du château
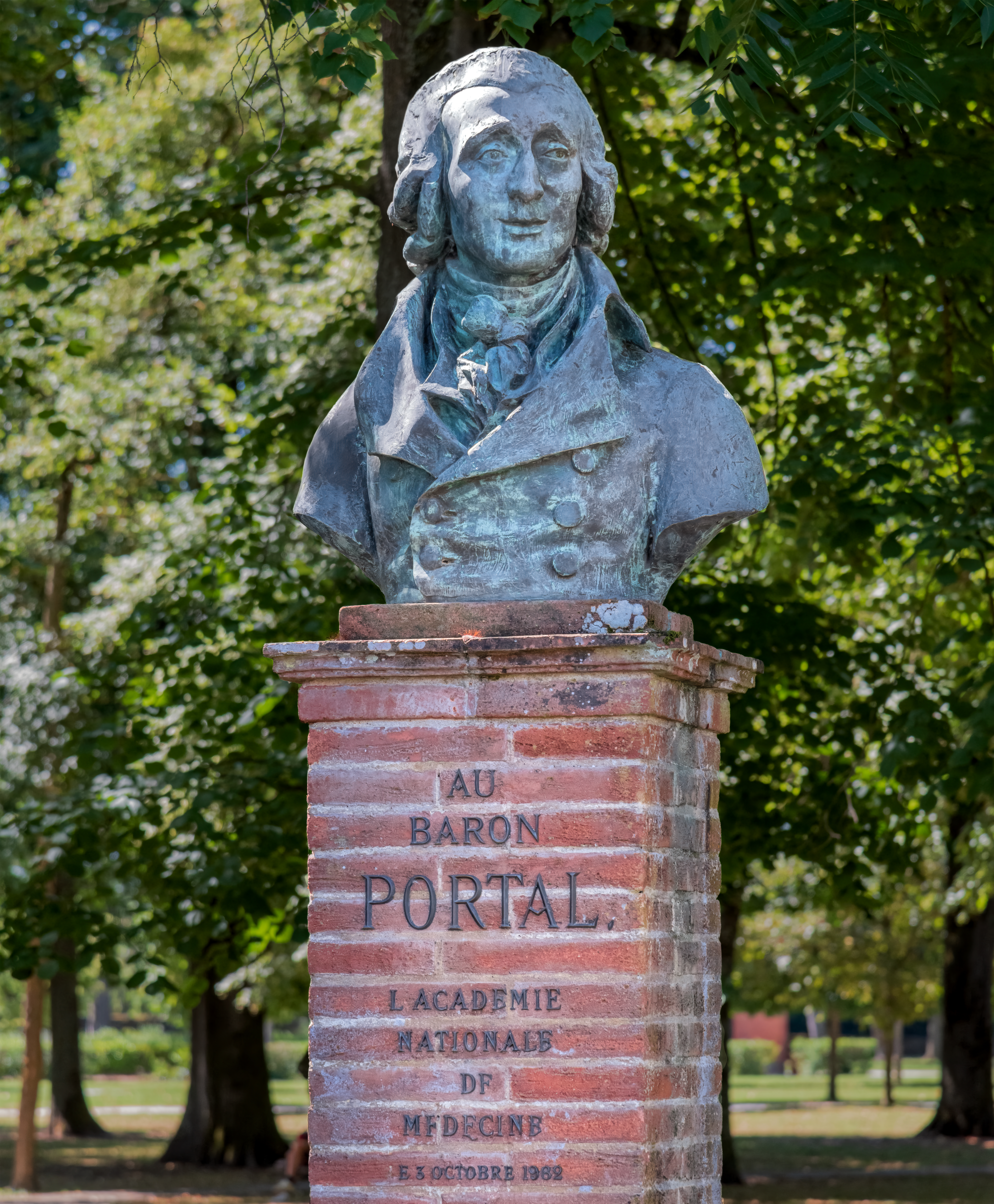
Monument au Baron Portal
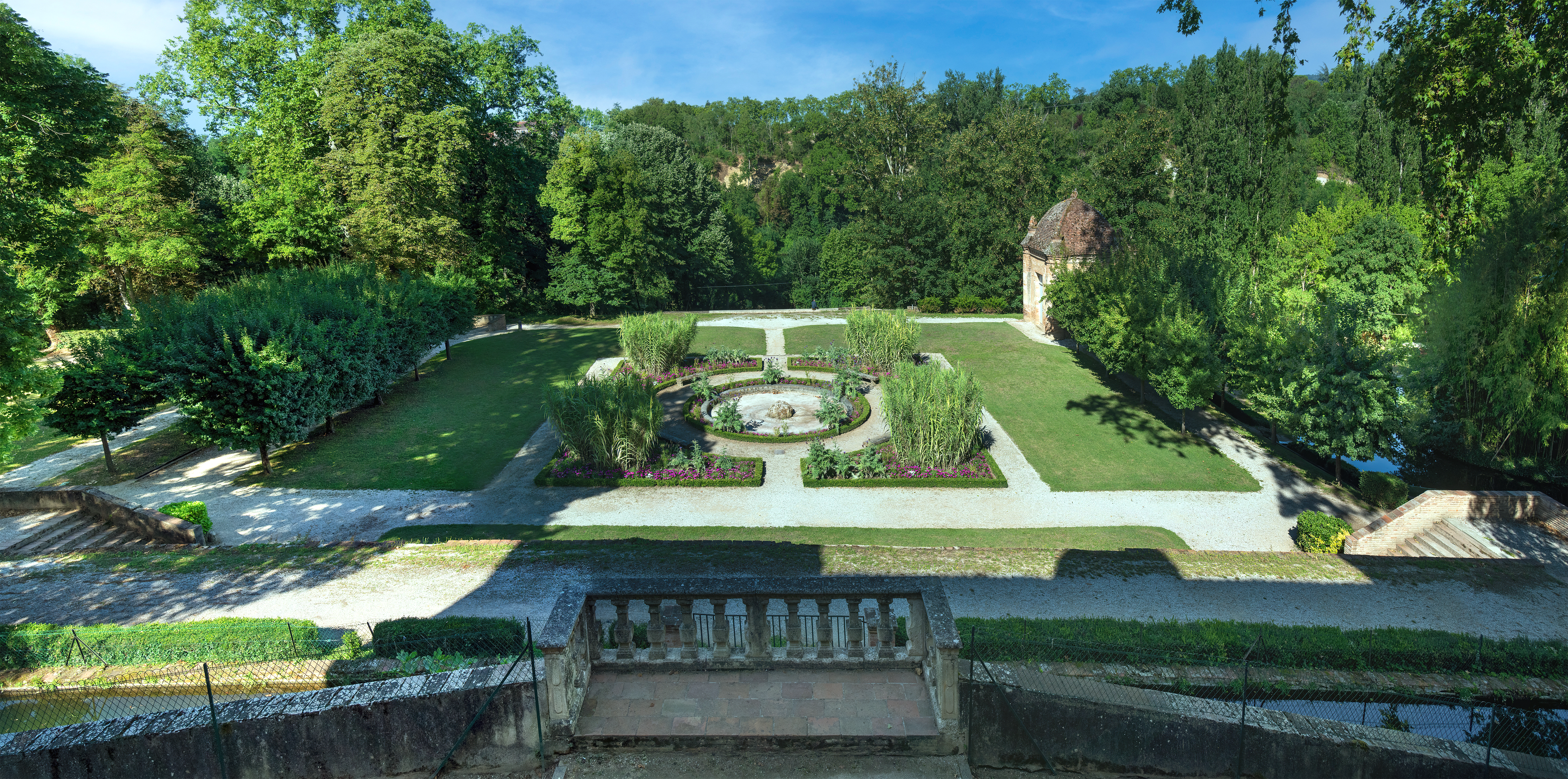
Vue du parc depuis la façade ouest
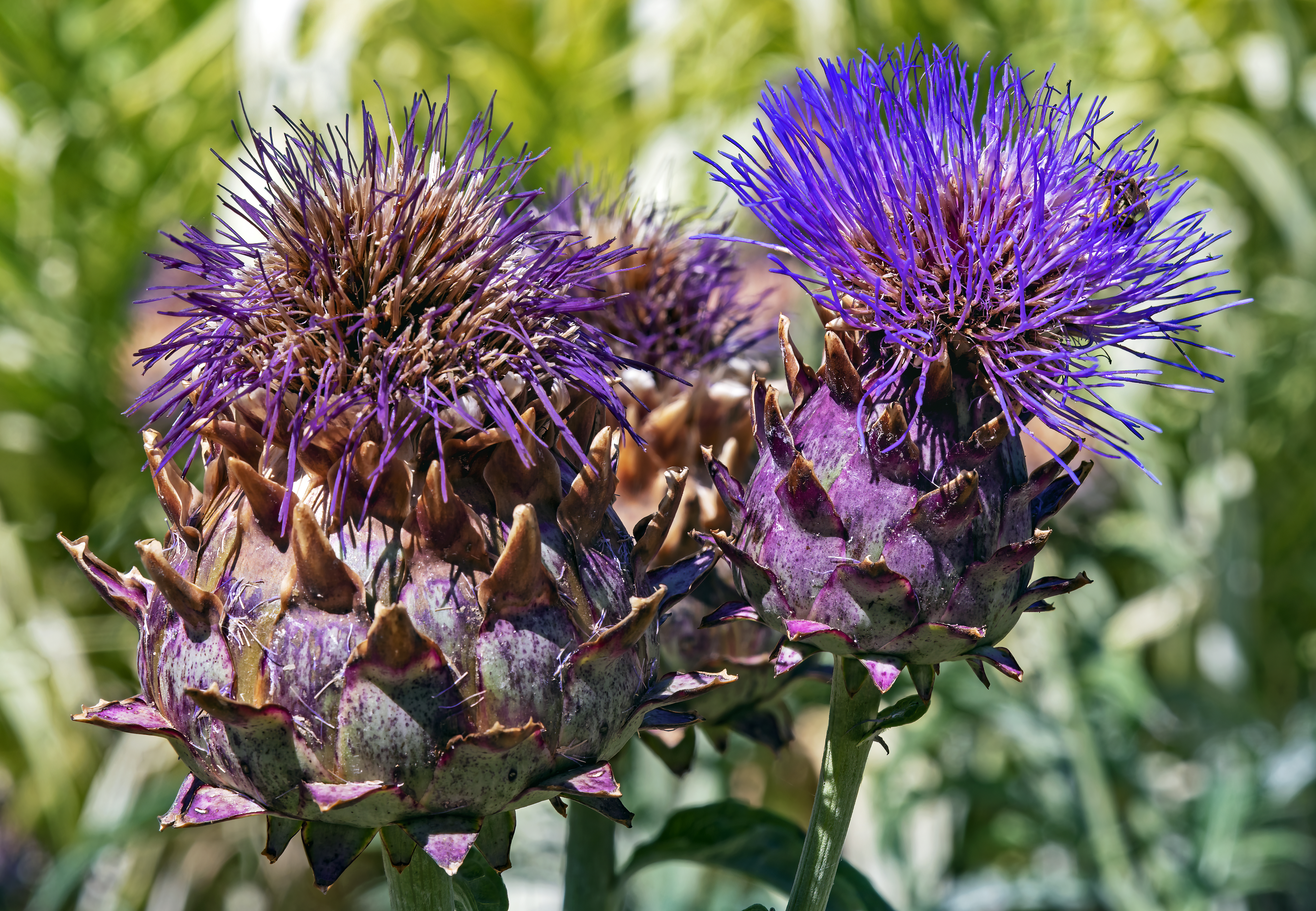
Cynara cardunculus inflorescences dans le parc du château

### Le château dans l'art

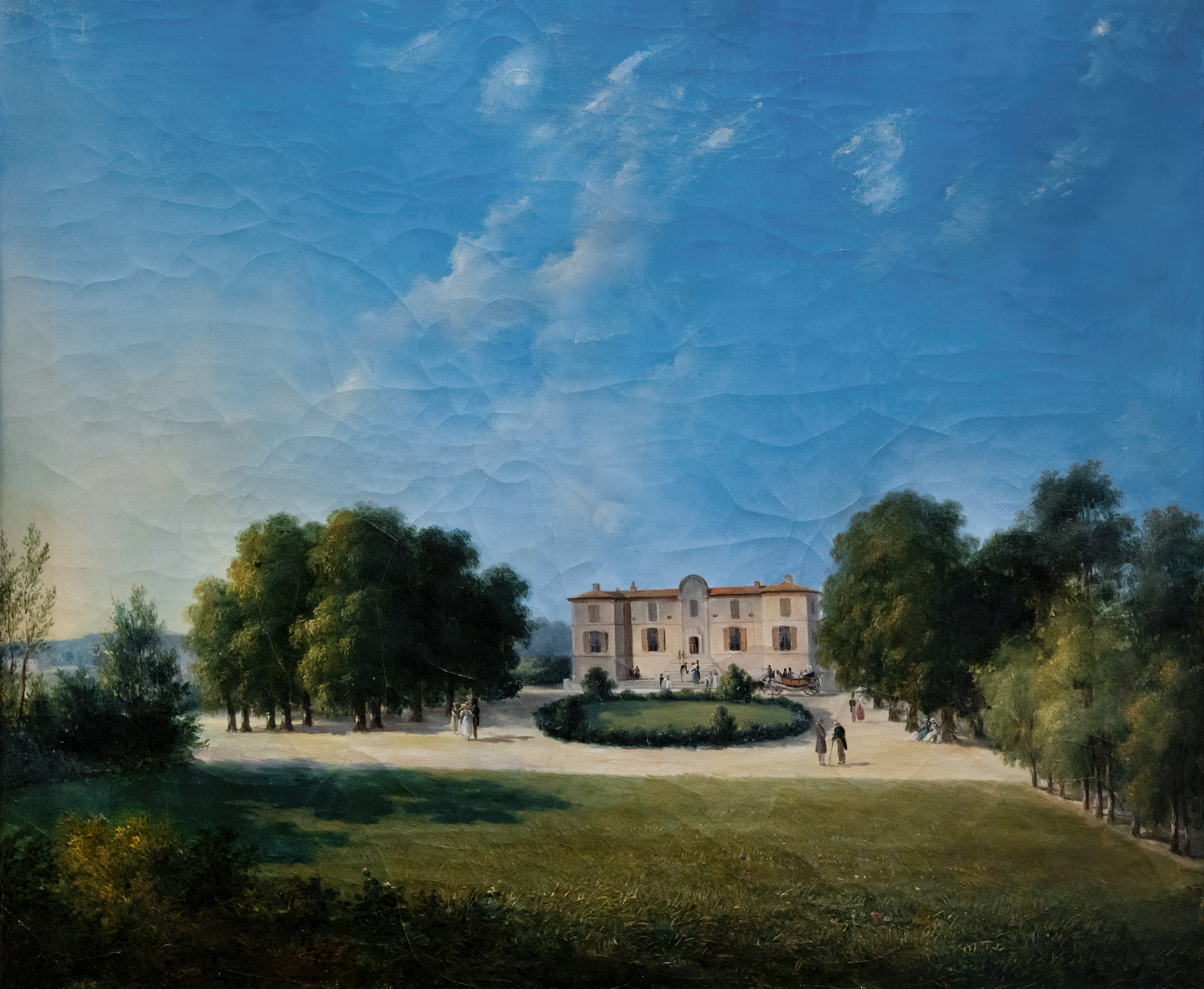
Vue nord du parc et du Château de Foucaud (1840) - Jean-Louis Petit
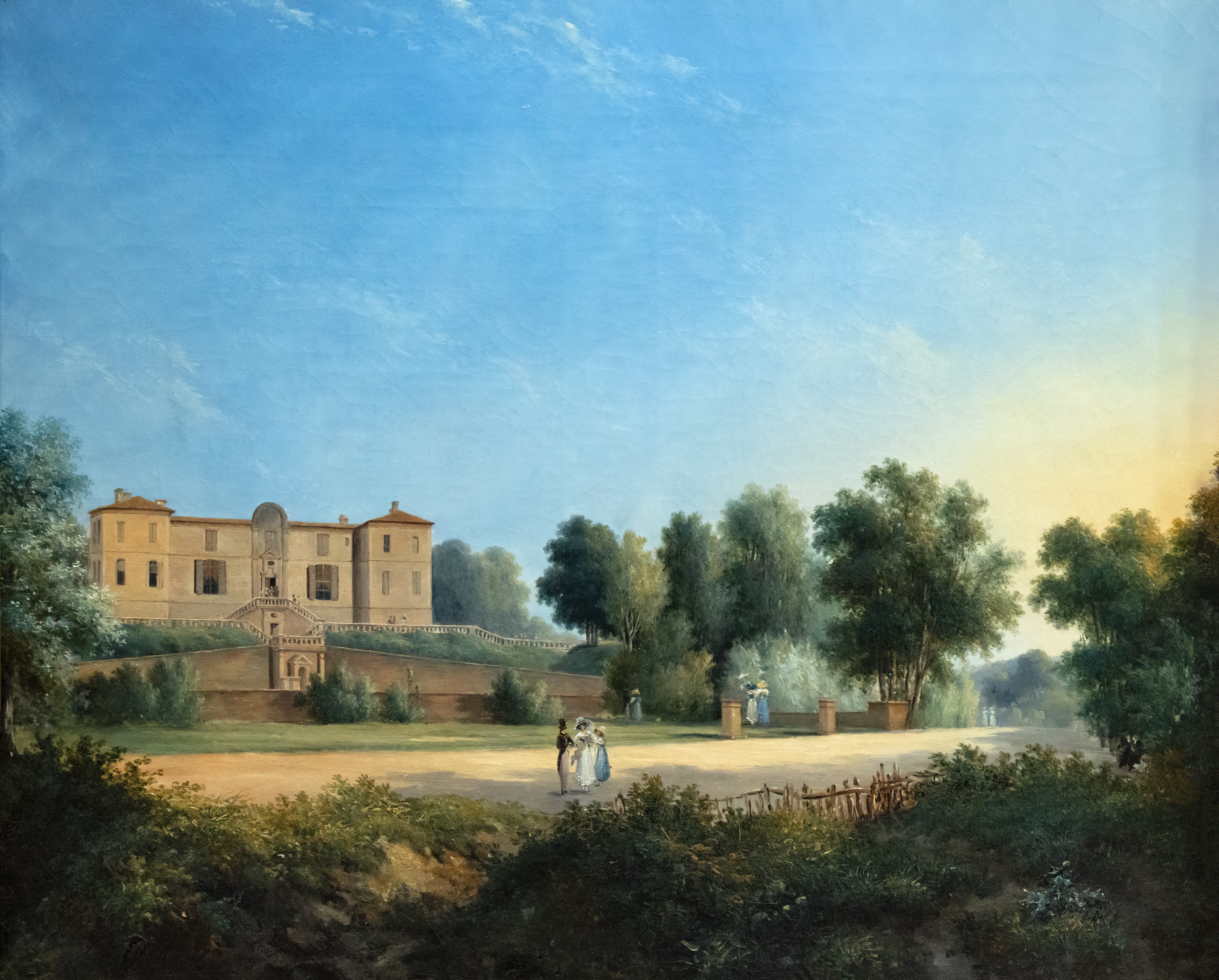
Vue sud du parc et du Château de Foucaud  (vers 1840)
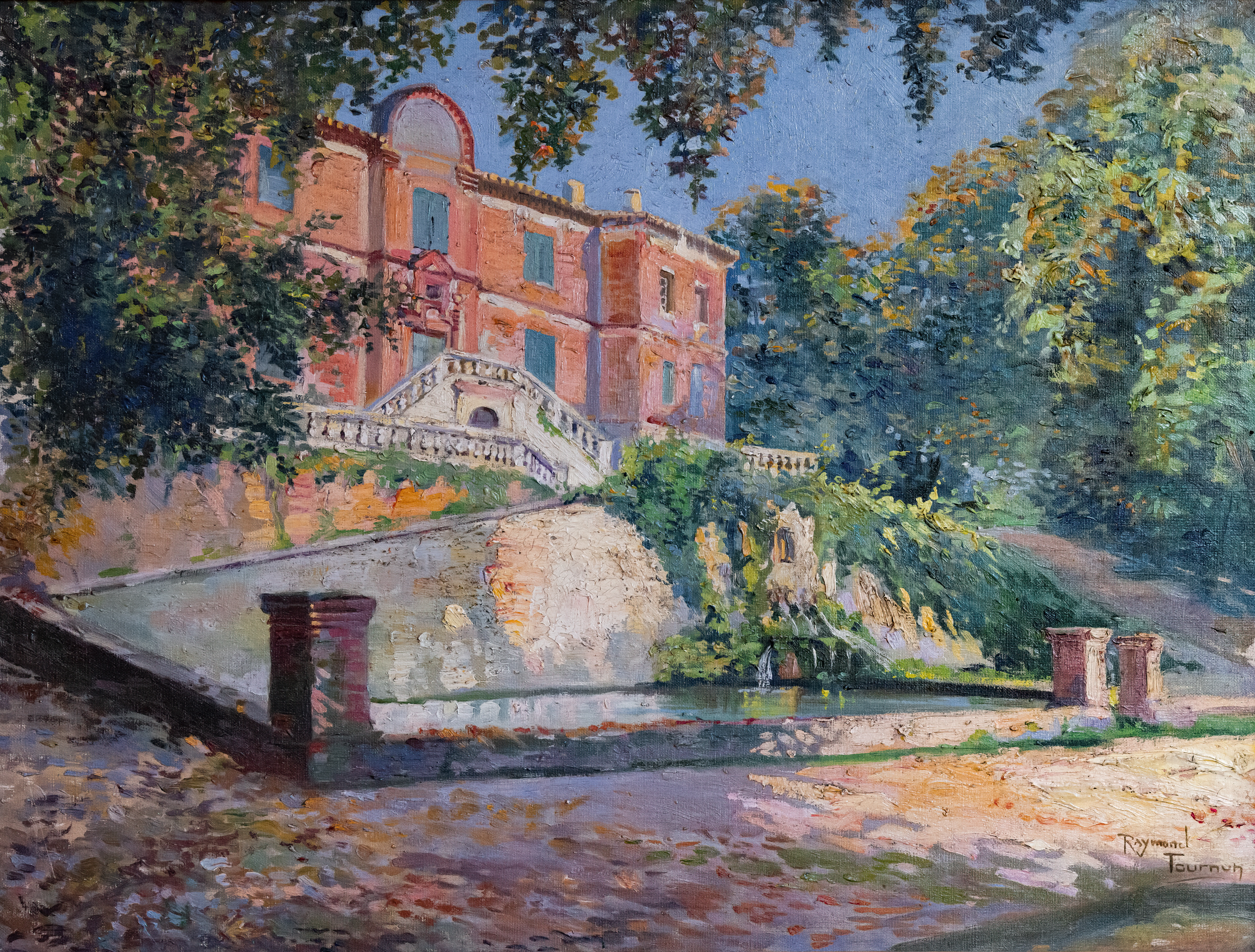
Le Château de Foucaud à Gaillac - Raymond Tournon (père)